# 绿翅金刚鹦鹉
紅綠金剛鸚鵡（學名：Ara chloropterus），又名綠翅金剛鸚鵡、紅金剛鸚鵡、綠翅紅金剛鸚鵡、紅綠麥鷍，是鸚形目金刚鹦鹉科金剛鸚鵡屬下的一種鳥類。這種鸚鵡就如同其他金剛鸚鵡廣泛分佈於南美洲一帶，並主要居於低海拔的雨林或森林邊緣，但在部分地區也能在海拔1500公尺處出現。牠們主要食用各種水果、種子及堅果，並有啃食黏土的習性，據信主要是為了中和部分食物中的毒性。:307
這種鸚鵡全身主要為紅色，在不帶羽毛的臉上帶有數條紅色「條紋」，在翅膀上則是呈紅—綠—藍的漸層色，並在尾部也帶有藍色。這種型態使其與緋紅金剛鸚鵡相當類似，並在歷史上曾被誤認為同一物種，但後者的翅膀漸層顏色主要為紅—黃—藍，是區分兩者最直接的特徵。這種鳥類是終身的一夫一妻制，並以群體活動為主。:299每窩產卵2—4枚，23—28天後孵化，並在90—100天後有能力獨自生活，但通常會與家族相伴到至少滿一歲後才會脫離群體以尋找伴侶。其壽命可達80年。
紅綠金剛鸚鵡是相當受歡迎的寵物及展示動物，能夠學習說話，並也有跟其他金剛鸚鵡的混種個體被飼養。牠們最主要面臨的問題是寵物貿易及棲地遭到破壞，並已導致其自巴西東南部及阿根廷北部消失。:422但因物種下降速度並不達易危物種的標準，故在《國際自然保護聯盟瀕危物種紅色名錄》內被列入無危物種。

## 物種命名與分類

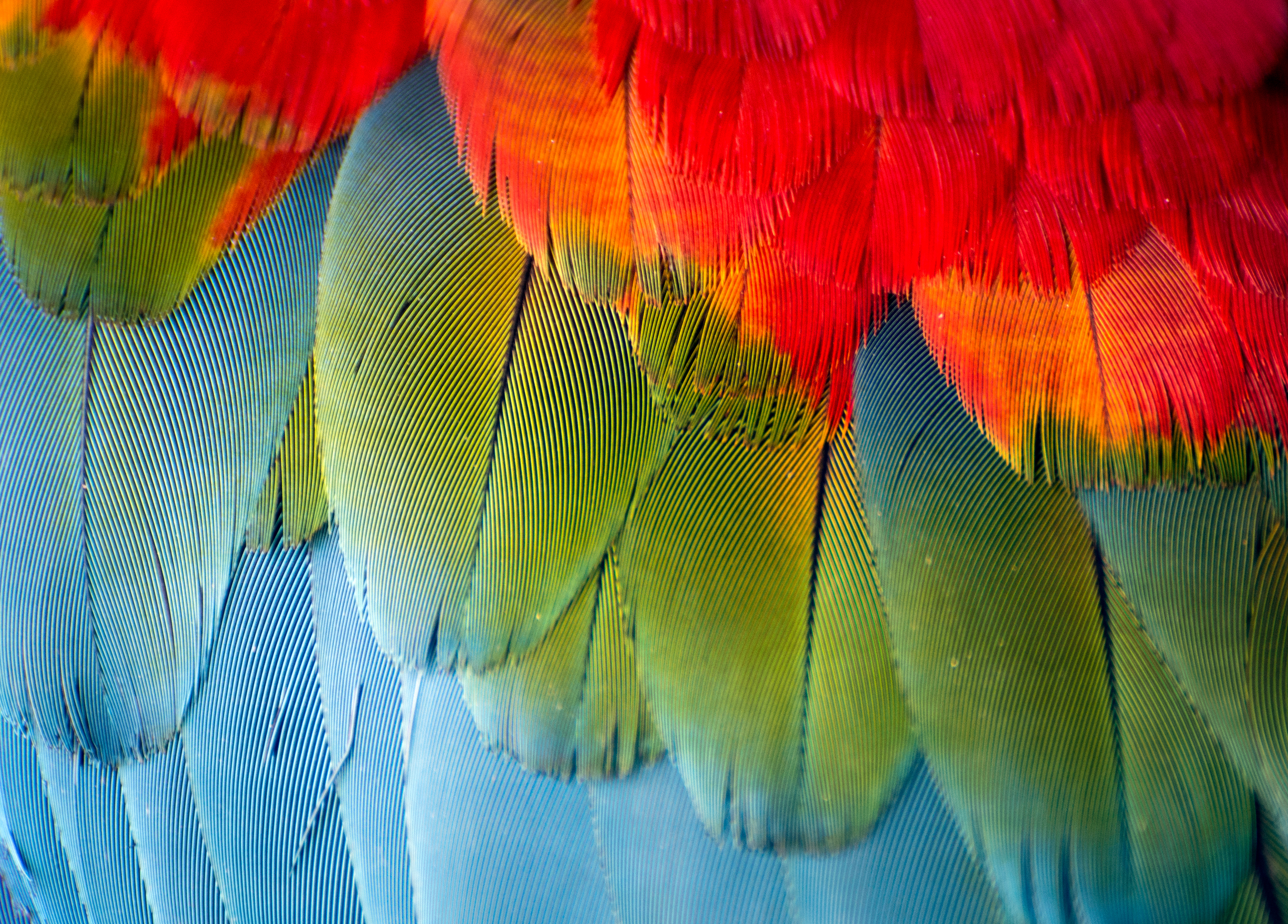
翅膀上的羽毛細節

其最早記錄可追溯至法國鳥類學家路易·皮埃尔·维埃约於1816年的著作中，他以命名，但卻將其與緋紅金剛鸚鵡視為同一物種。隨後數位鳥類學家如海因里希·庫爾及約翰·格奧爾格·瓦格勒等人將兩個物種分開，但卻皆以命名這種鸚鵡，導致其命名與緋紅金剛鸚鵡重複。現在的命名者喬治·羅伯特·格雷也曾在較早期的著作中認為這兩者是同一物種過。其首個並非以為名的二名法學名則直至1859年，格雷所協助編撰的英國鳥類名錄中才出現。
屬名是來自圖皮語中，一個形容金剛鸚鵡的擬聲詞，該詞所形成的的合成詞用以指稱鸚鵡。:52種小名則是來自希臘文的合成詞，由（轉寫：khldros，表示「黃色」、「黃綠色」或「淡綠色」）及（轉寫：pteros，表示「有翅膀的」）組成。:103該種小名曾被部分學家認為是陽性名詞形式而不符合命名規範，因而一度被改為（在規範中，屬名及種小名通常需保持陰陽詞性一致），現保留格雷當時的命名。:422
緋紅金剛鸚鵡與其關係相當接近，實際上緋紅金剛鸚鵡現在的學名中的原本是同時指紅綠金剛鸚鵡及緋紅金剛鸚鵡兩者的巴西葡萄牙語名稱。:234這兩個物種與藍黃金剛鸚鵡之間是同域的關係。:285是單型種，並未有亞種分化。:422

## 形態描述

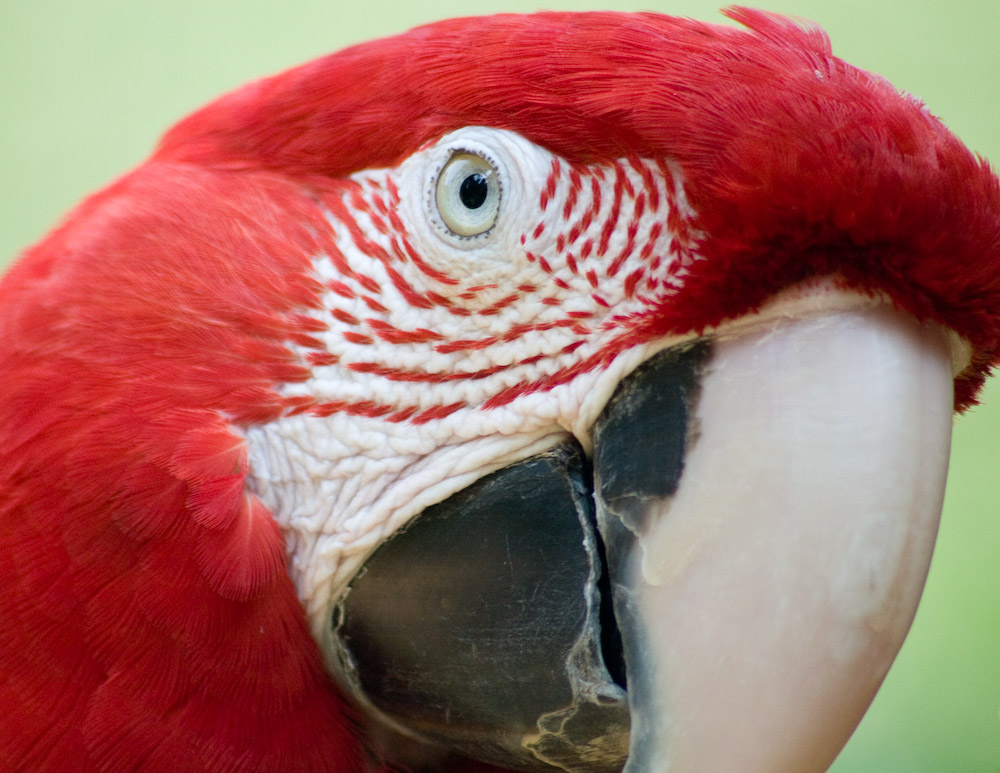
頭部特寫，攝於美國佛羅里達州聖奧古斯丁鱷魚農場動物公園

紅綠金剛鸚鵡的體長約90—95公分，體重約1—1.7公斤（平均1.2公斤）。鳥喙寬平均35.2公釐、深平均75.1公釐；翼展41—49英吋（約104.1—124.5公分），翼長平均40.2公分；跗蹠平均長34.3公釐；尾長平均48.6公分。是僅次於紫藍金剛鸚鵡體型第二大的金剛鸚鵡。:41牠們在野外平均壽命為35—40年，在圈養環境中的平均壽命為50.1年，但通常認為壽命可達80年，而有一隻個體在2018年時已達92歲。
其全身以鮮紅色為主，覆蓋了前額、頭、頸、肩及部分翅膀等處。瞳孔白至黃色，臉上的白色裸露部分帶有明顯以紅色羽毛組成的「條紋」，在興奮時會轉紅。上喙為白色並在基部帶一半的黑色，下喙灰黑色，比例較大。:422且咬合力相當強勁，可達每平方英吋2000磅（約每平方公分140.6公斤），足以將一根掃帚桿折斷或咬穿門框。
大覆羽、小翼羽、初級飛羽、背部羽毛及尾羽的覆羽是藍色。飛羽內緣則帶有部分黑色。翅膀中層覆羽、肩羽和三級覆羽則呈綠色，翅膀及尾巴內側是紅色，整體上並沒有黃色。尾羽由基部的藍色轉為較深的紅色再轉為藍色。腿部為灰色。兩性的差異僅在於雄鳥體型稍大，故通常仰賴以性別鑑定技術確認其性別。
未成年個體大致上與成鳥相似，但瞳孔偏灰，下喙為灰色帶基部的白色，上翼覆羽有時會偏黃綠色，尾巴較短。
這個物種與緋紅金剛鸚鵡長相類似，不過緋紅金剛鸚鵡的紅羽較亮，且上翼覆羽的中層是黃色而非綠色，而臉上的條紋較少或淡。

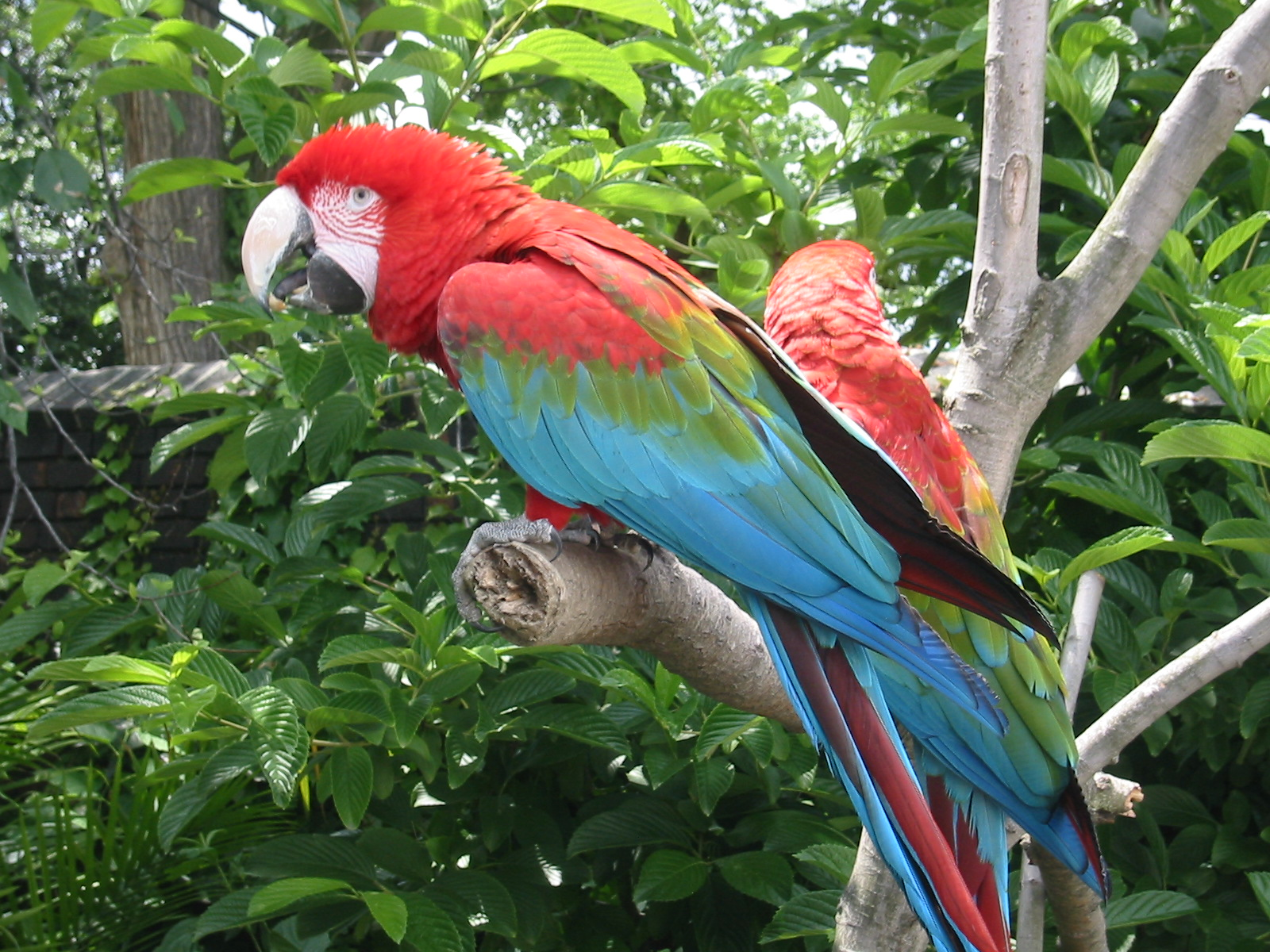
紅綠金剛鸚鵡
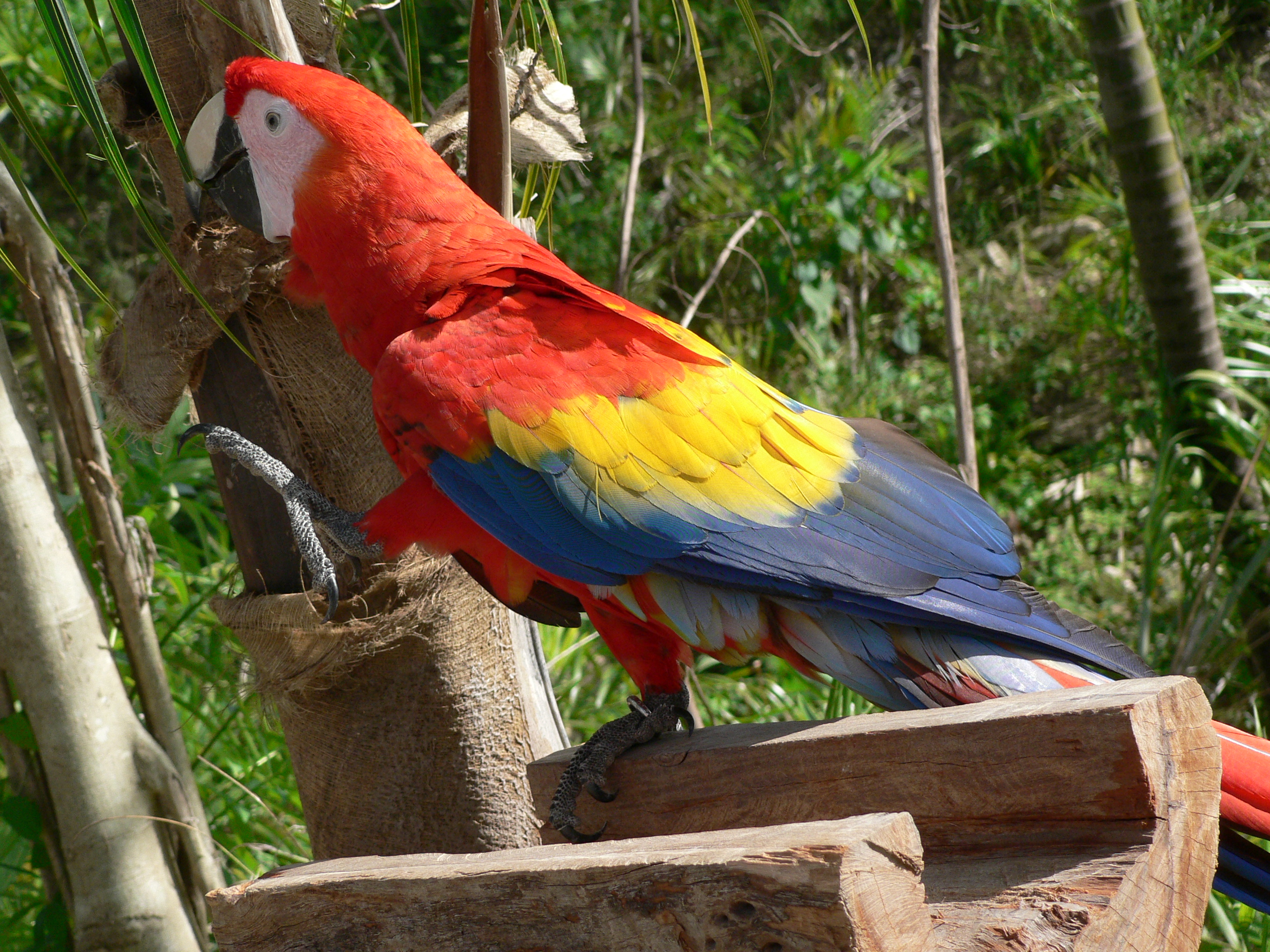
緋紅金剛鸚鵡

## 分佈及環境
這種鳥類在新熱帶界的南美洲分佈相當廣泛。分佈在巴拿馬以東、安第斯山脈以東、巴西的巴拉那州及马托格罗索州以南的地區之間。包含委內瑞拉、幾內亞、秘魯東部、玻利維亞東部、巴拉圭的福莫萨省及哥倫比亞、圭亞那、蘇利南及法屬圭亞那。這種金剛鸚鵡曾在阿根廷北部有所分佈，但最後確切的發現紀錄是在1917年。
通常分佈於海拔450—500公尺以下的雨林及較潮濕的森林邊緣，但在巴拿馬奥里诺科河以南的區域最高可達1000—1500公尺。比其他大型金剛鸚鵡種群的分佈更為稀疏也較少。牠們也被記錄到會出現在熱帶落葉林和大草原地帶的樹廊林或灌木地帶中。:422通常最常見於亞馬遜雨林的北部和南部邊界上。

## 習性

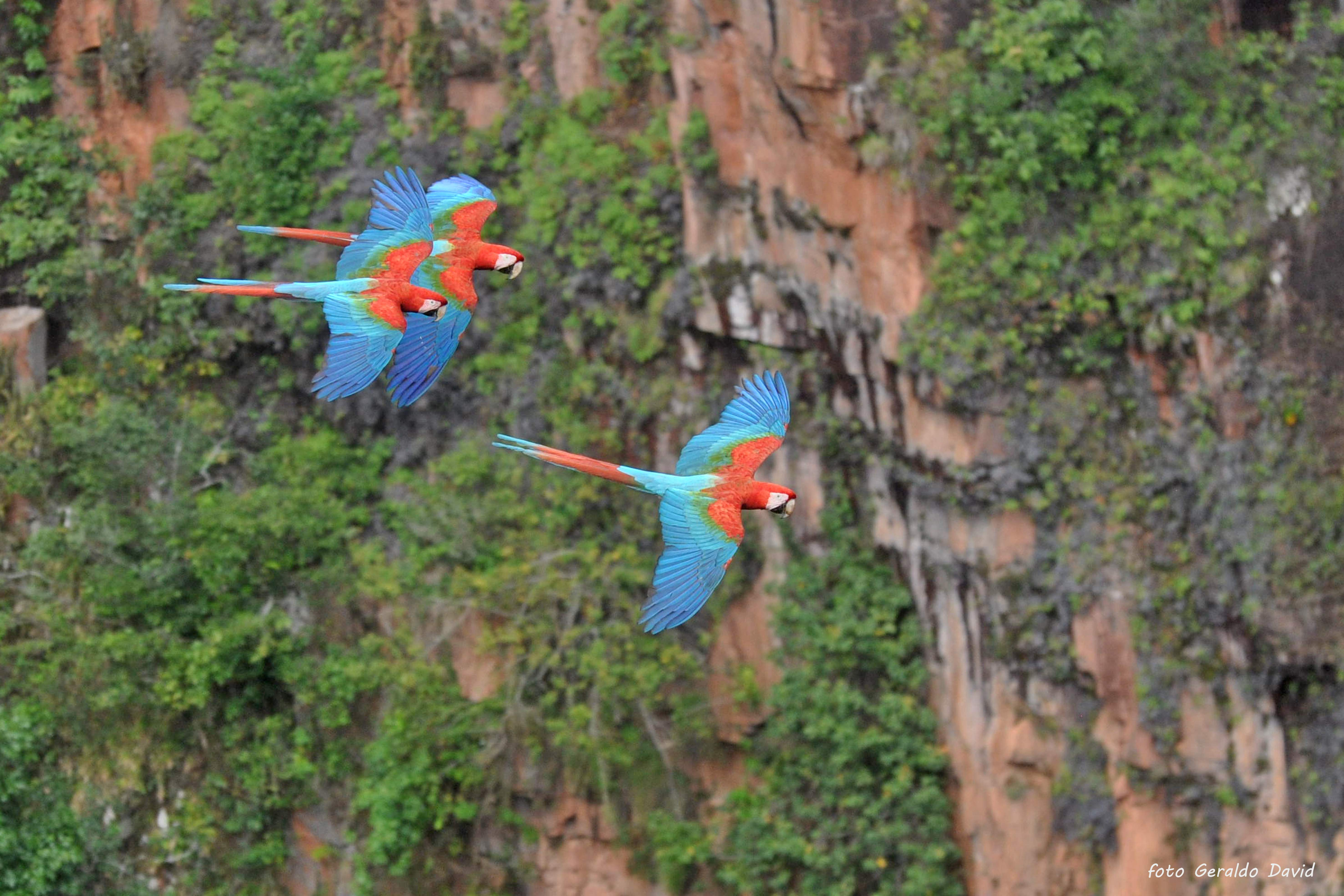
群體飛行，攝於巴西米納斯吉拉斯州基馬拉斯高地國家公園

紅綠金剛鸚鵡通常以數隻所形成的小群體活動，並會有互相玩鬧、梳理的行為進行社交，且這種小群體常常是以家庭成員的形式一同行動。:299這種群體行動有助於減少單隻個體警戒周遭的時間耗費，也因此有時會跟在的後面，這種跟在猛禽後方的行為被認為能夠使金剛鸚鵡能前往平常不敢前往的地方覓食。:302有時也與緋紅金剛鸚鵡或藍黃金剛鸚鵡一同出現。
這種鳥類也會每天為了食物飛行一段相當遠的距離，其翅膀拍動時較淺，但飛行強健、直接而相當快，其流線型的身軀同時也反映了這一點。:293棲息時則偏好待在岩縫中間。

### 食性

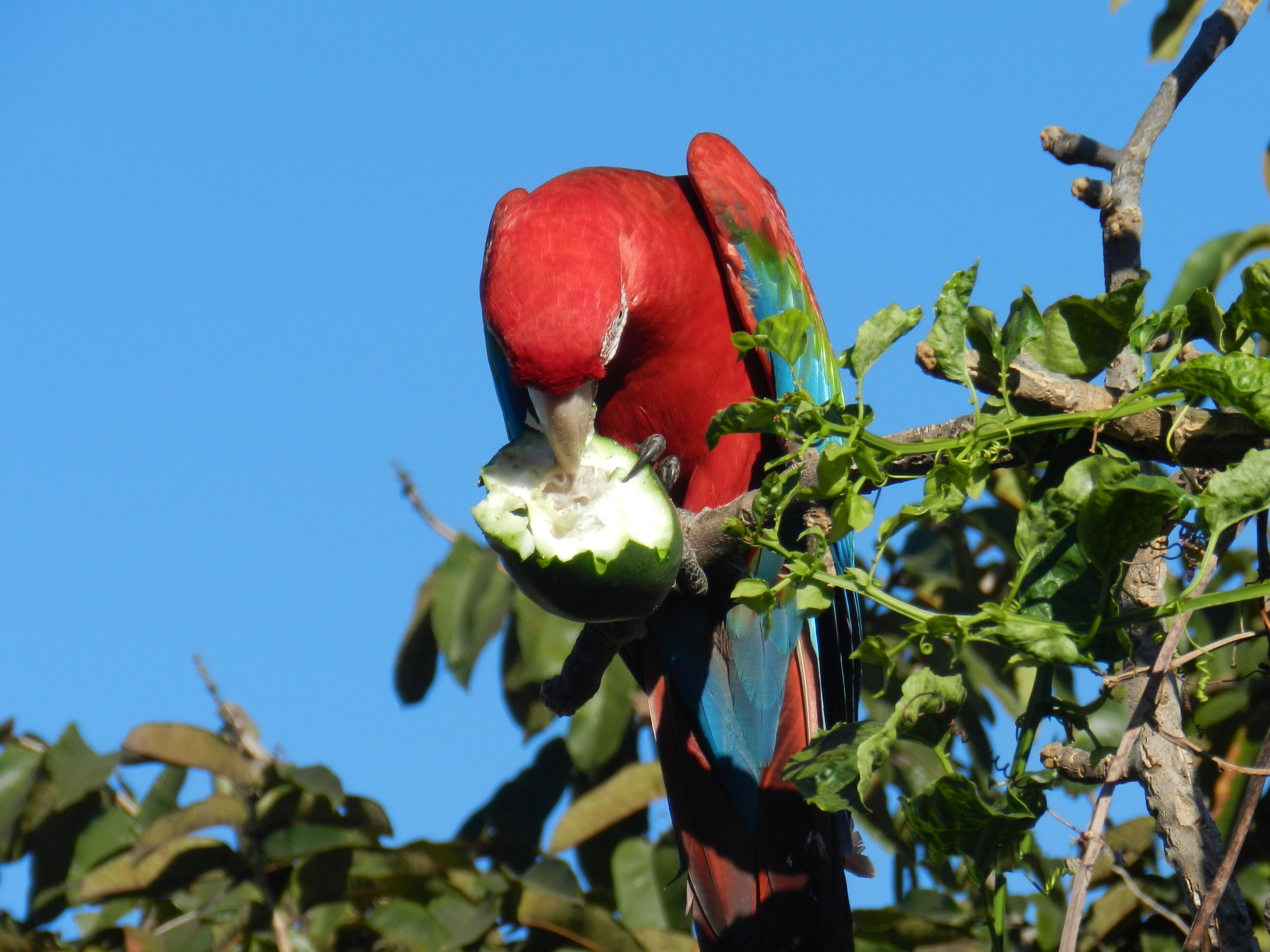
食用百香果中，攝於巴西米納斯吉拉斯州聖湖鎮

紅綠金剛鸚鵡通常在樹冠層上進食水果、種子和堅果。當前有所記錄的種子如：直叶榈属、藍花楹屬、香膏欖屬、蟻豆屬、孪叶豆属、香脂樹屬、橡胶树属、旋玉蕊属、油桃木属、直叶榈属、纖葉椰屬、脫皮籐屬、駝峰楝屬、蘋婆屬、槟榔青属、榄仁属、乌桕属、巴豆属、球花豆属及小鱗欖屬。而果肉則有記錄到鐮莢豆屬、瓜欖屬、印加樹屬、瑞地亞木屬、堆桑屬、月牛籐屬、蜜杯花屬、香豆樹屬及濕地棕屬。其他如巴西堅果屬及肋核木屬的果實；蔻木屬的假種皮和刺桐属的葉子也會被紅綠金剛鸚鵡食用。:422

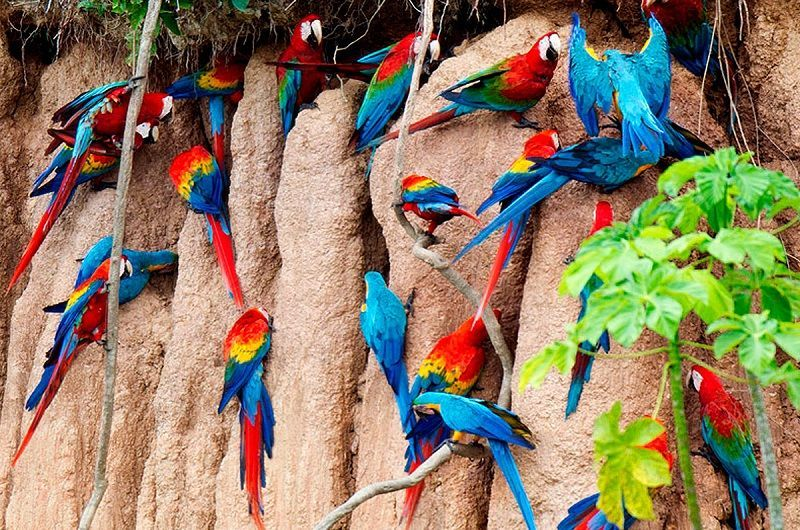
一片同時有藍黃金剛鸚鵡、緋紅金剛鸚鵡及紅綠金剛鸚鵡的黏土懸崖，攝於秘魯坦博帕塔国家保护区

這種鳥類也被發現會有定期前往啃食黏土特殊行為，其確切原因至今並未有一個定論。:307但被推測是會使水果更加美味，或使食物中的刺激性成分如生物鹼（某些生物鹼有興奮劑的效果）能被中和。:307但其他地方紅綠金剛鸚鵡，並未有觀察到這種行為。:307
其飲食通有富含大量水份的水果，相較於其他鸚鵡而言較不需特地再另覓水源飲用。就算真的有需要，其潮濕的生活環境也讓紅綠金剛鸚鵡比較不需要特地長途飛行以尋找水源。:309

### 繁殖

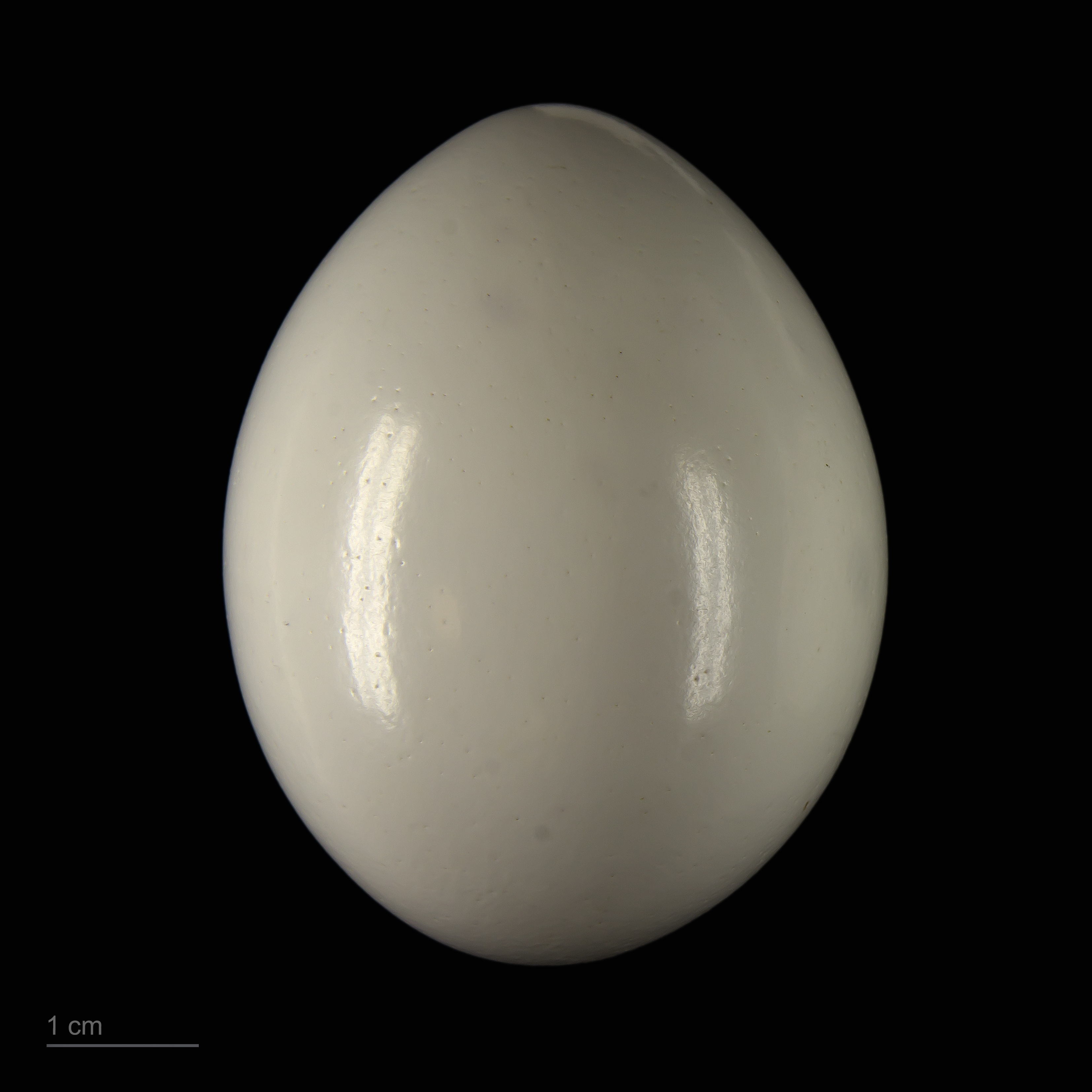
蛋，收藏於法國圖盧茲博物館

紅綠金剛鸚鵡是終身的一夫一妻制，每年至少會繁殖一次。其繁殖季因地而異，其中蘇利南的個體在12月開始築巢，在秘魯是11月起，而巴西則是隔年1月開始。:422並觀察到這些鳥類會在繁殖季前三到四個月時就為了巢穴地點的所有權而大打出手。:312但在進入繁殖季後，這種現象就會趨緩，並在一次觀察中發現有一對鸚鵡會協助看照那些雙親暫時不在的鄰近巢穴。:312
交配前，伴侶間會彼此梳理並互相餵食，並也會有呼吸急促、蹲低、尾巴翹起及翅膀下垂等行為出現。其巢穴地點的選擇十分多樣，例如在樹冠層的樹洞或河邊的土堆上，並也會利用懸崖。:313-314有一些個體甚至會在懸崖上挖掘出深達2公尺的分支隧道，被認為是用來防禦掠食者或是雨水的沾染。:313-314

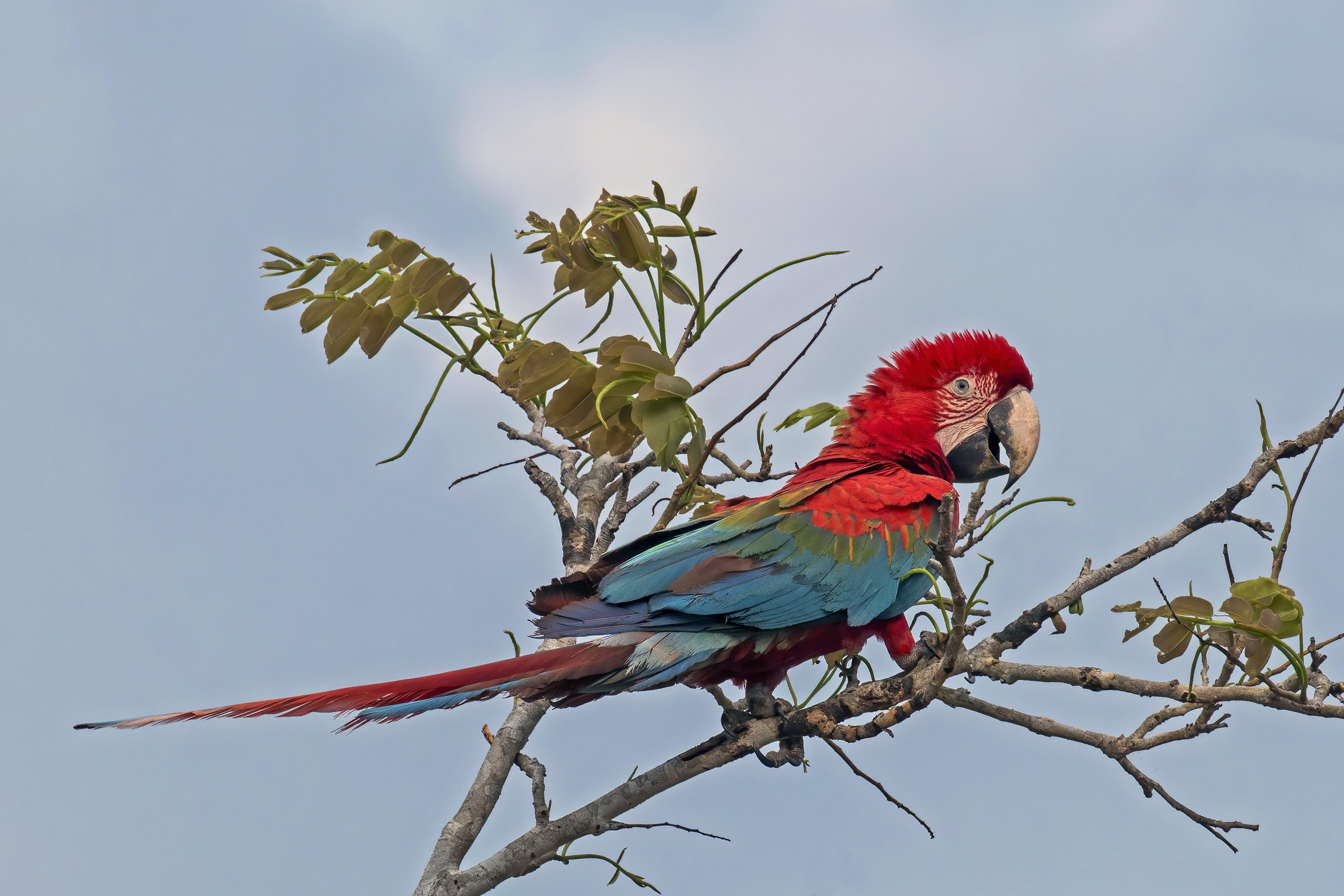
未成年個體，攝於巴西潘塔納爾濕地

每窩產卵2—4枚。雌鳥會獨自孵化這些蛋約23—28天，而雄鳥則負責提供其食物。幼鳥會在孵化後第8天內開始長羽，約在60天時就會換羽完，但整個育雛期約需90—100天。通常來說除非找到伴侶，剛離巢的亞成鳥多選擇留在原本的群體內跟著家庭一起覓食直到滿1歲之後才離開。並於2—4歲時達到性成熟。
其繁殖率可能並不是很高，一次對緋紅金剛鸚鵡及紅綠金剛鸚鵡的繁殖季觀察中僅發現，有攜帶幼鳥的成鳥僅占所有可繁殖對數中的不到五分之一。:320而另一項研究中則在16個巢穴中發現7個巢至少有一枚卵，而當中25隻幼鳥中有10隻成功成長為成鳥。:422且在人工環境下通常需要更長的配對時間及育幼期。

### 叫聲
紅綠金剛鸚鵡的叫聲十分響亮粗糙，但未如緋紅金剛鸚鵡刺耳。美國生物學家查爾斯·A·穆恩三世形容其成群聚於懸崖上大叫的聲音「就像是直接對著耳朵吹奏小號一樣」。在飛行時可聽見「AHH-ra、AHH-ra 」、「arAT、arAT」、「ree-eeah」。並還有「scree-er」、「scururee-er」及類似小嘴烏鴉的「kraaah」的叫聲。停棲時的聲音較為豐富多變。

## 天敵與威脅
紅綠金剛鸚鵡雖然具有強大的爪跟鳥喙可自衛，但通常更常選擇飛走及大聲呼叫以通知其他夥伴。會獵食這些鸚鵡的天敵包含大嘴鵟及美洲豹；而巨嘴鳥、狐鼬及鷹鵰因為會出現在築巢區附近而被懷疑是可能會吃掉蛋的天敵之一，但未有觀察到確切證據。據報這種鸚鵡會遭西尼羅河病毒感染，或跟其他同類一樣有自拔羽毛、前胃擴張症、喙羽病及鸚鵡熱等問題。
這種鳥類最主要面臨的人因威脅是遭到狩獵以及貿易。:422在巴西東南部，這種鸚鵡遭到了棲息地嚴重破壞而導致自該地消失。:422

## 數量保護情況
其總體數量在2019年被估計約有5—50萬之間。因其棲息地僅少數部分有嚴重碎片化的問題，且數量下降的程度並未達易危動物的標準（標準為三代內下降超過30％），故在《國際自然保護聯盟瀕危物種紅色名錄》內被列入無危物種。但在《瀕臨絕種野生動植物國際貿易公約》仍與其他鸚鵡一同被列入附錄二內，被限制交易。
1993年以來，圭亞那政府已經完全禁止紅綠金剛鸚鵡自該國出口，並已規劃相關棲地和水域的保護措施。野外的保育人員也嘗試了建築人工巢穴以增加築巢機會和人工哺育第二隻雛鳥的方式，並獲得了一定成效。
- 《歐盟野生動物貿易法規》（EU Wildlife Trade Regulations）附錄B生物[33]

## 與人類的關係

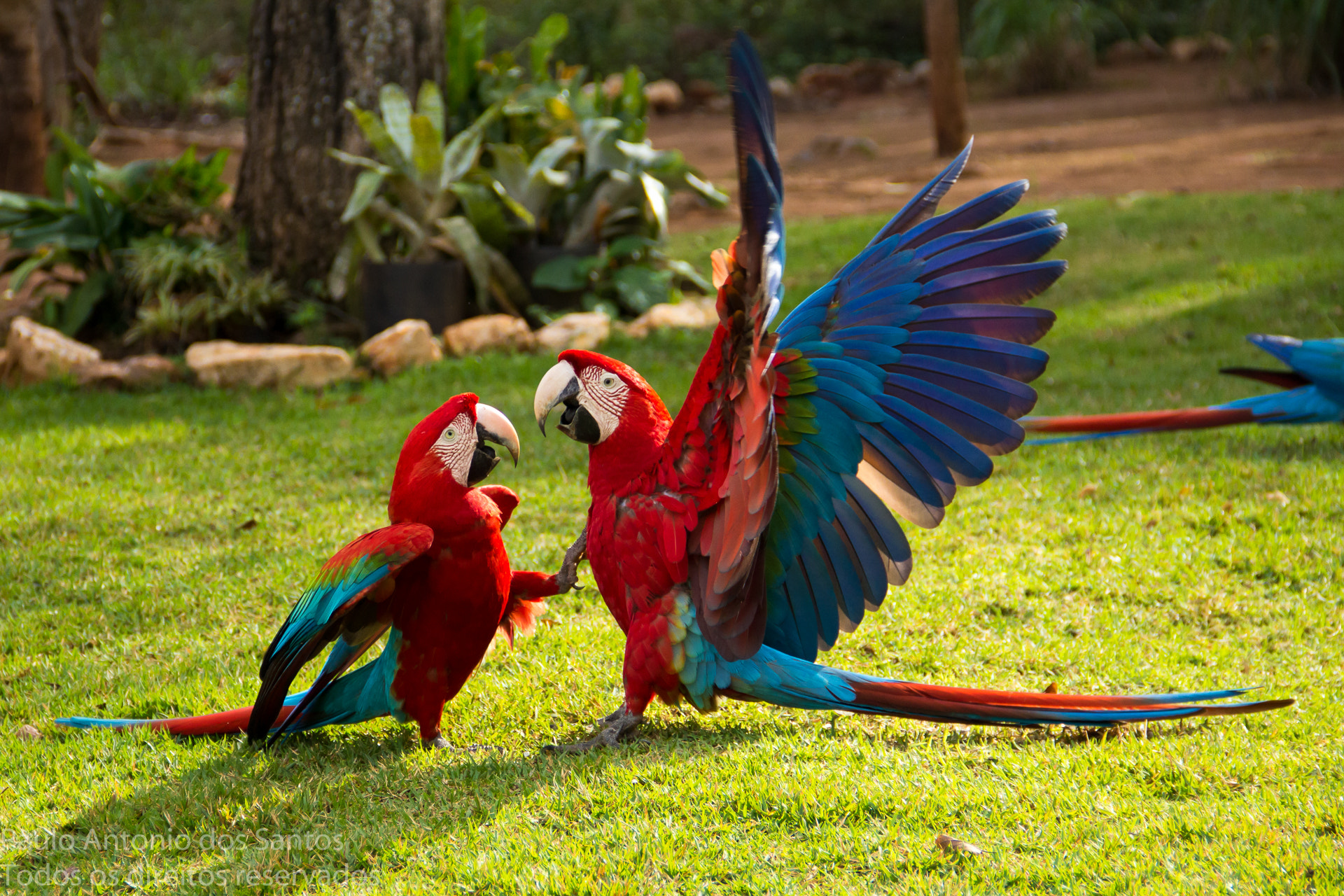
玩樂

紅綠金剛鸚鵡在17世紀初時被引入歐洲，至今在多個動物園及鳥園中可見。而最早在圈養環境下可確認的繁殖記錄則在1962年。野生個體會聚集在黏土崖壁上的行為也變成了一種觀光景點，且牠們的羽毛也被當地文化用作服裝和配飾的裝飾品。
這種鸚鵡的理解力相當好，能達到約五、六歲孩童的智商。:137並有機會做表演演出，例如在好莱坞曾有一隻名為「蓬肖（Poncho）」的紅綠金剛鸚鵡參與了、及《怪医杜立德》等電影的演出。

### 作為寵物
這種鸚鵡是僅次於藍黃金剛鸚鵡容易入手的金剛鸚鵡。:137牠們能夠學習大約15個單詞，不過話相對其他金剛鸚鵡而言並不多。因其想引起注意或興奮時的叫聲相當大及破壞力相當高等原因，欲飼養時須考慮是否會有影響到其他鄰居的問題。:137紅綠金剛鸚鵡也並非在人工環境下最容易繁殖的金剛鸚鵡之一，其價格較藍黃金剛鸚鵡高，後續的花費也有一定程度。
紅綠金剛鸚鵡在圈養環境中相當溫馴，尤其是在自雛鳥其開始馴養的個體會表現出如同小狗的親密感情。:137被認為其表現較其他金剛鸚鵡而言來的更為安靜且忠誠，被認為是金剛鸚鵡內的「溫柔巨人」。飼養時，這種鳥類會需要足夠大的空間用以自由飛行（約15公尺寬）以及提供大量能夠供其破壞及遊玩的玩具，如消毒的松果或未噴漆的木材、鞦韆、梯子等。
食物方面則可像野生個體那樣食用水果及種子，蛋白質則可用一些熟雞肉替代。也不能食用對其有毒性的、大黃、巧克力或咖啡豆等。

### 雜交種
這種鸚鵡在野外環境中已經被發現可以與藍黃金剛鸚鵡雜交產生個體，這種鸚鵡被稱作小丑金剛鸚鵡（Harlequin Macaw）。而在人為雜交下，雄性紫藍金剛鸚鵡可與雌性紅綠金剛鸚鵡雜交，若與雄性大綠金剛鸚鵡雜交則產生波芬文恩金剛鸚鵡（Buffwing Macaw）；雄性紅綠金剛鸚鵡則與雌性軍艦金剛鸚鵡產生斑點金剛鸚鵡（Calico Macaw）。其中可能最為常見的雜交種是雄性紅綠金剛鸚鵡及雌性緋紅金剛鸚鵡的雜交個體——紅寶石金剛鸚鵡（Ruby macaw）。

## 外部連結
- 维基共享资源上的相關多媒體資源：紅綠金剛鸚鵡
- 維基物種上的相關：紅綠金剛鸚鵡
- VIREO上紅綠金剛鸚鵡的圖片
- Xeno-canto上的紅綠金剛鸚鵡叫聲 （页面存档备份，存于）
- 各國繪有紅綠金剛鸚鵡的郵票 （页面存档备份，存于）